# Erstes Deutsches Engel-Museum Engelskirchen

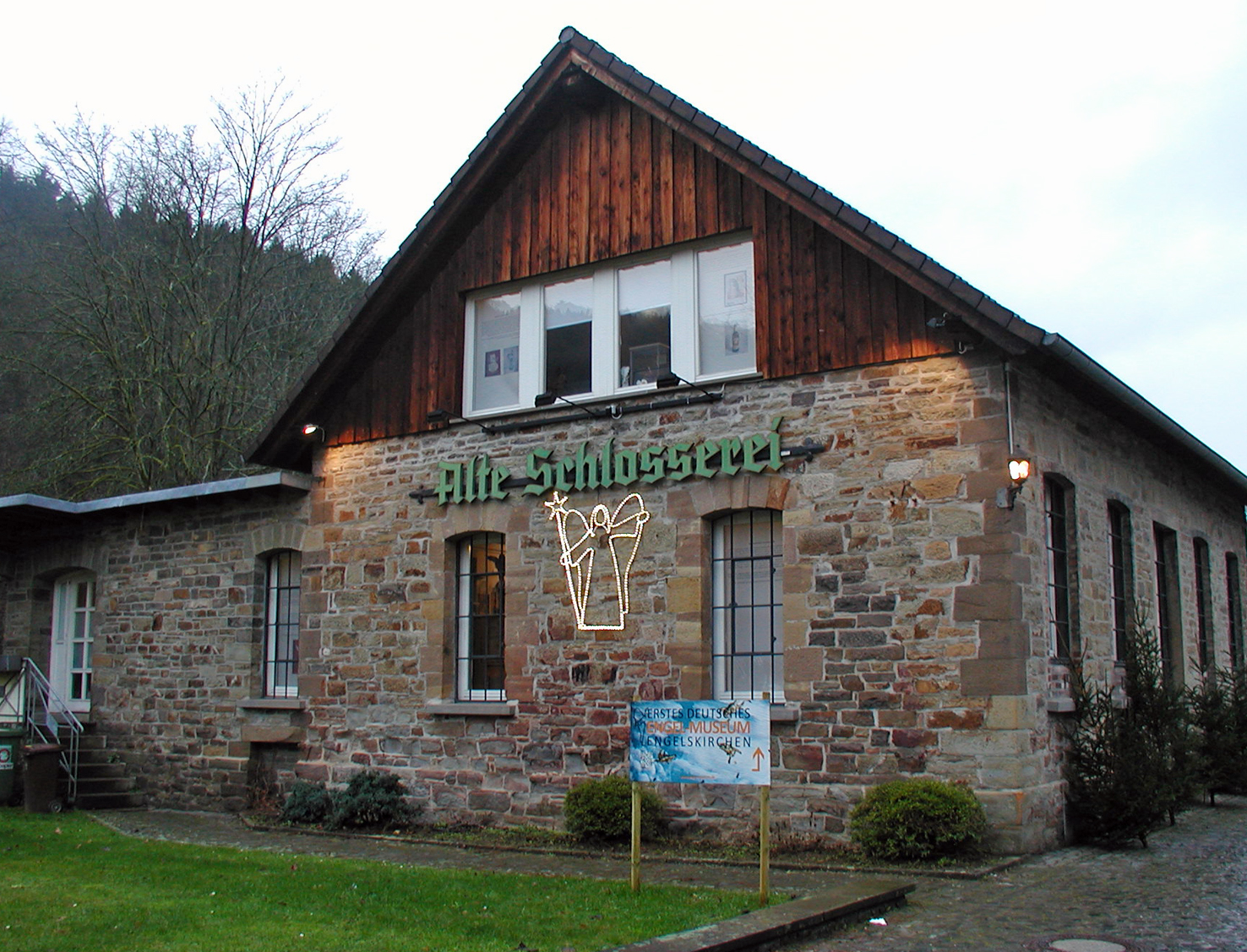
Das Engel-Museum in der Alten Schlosserei

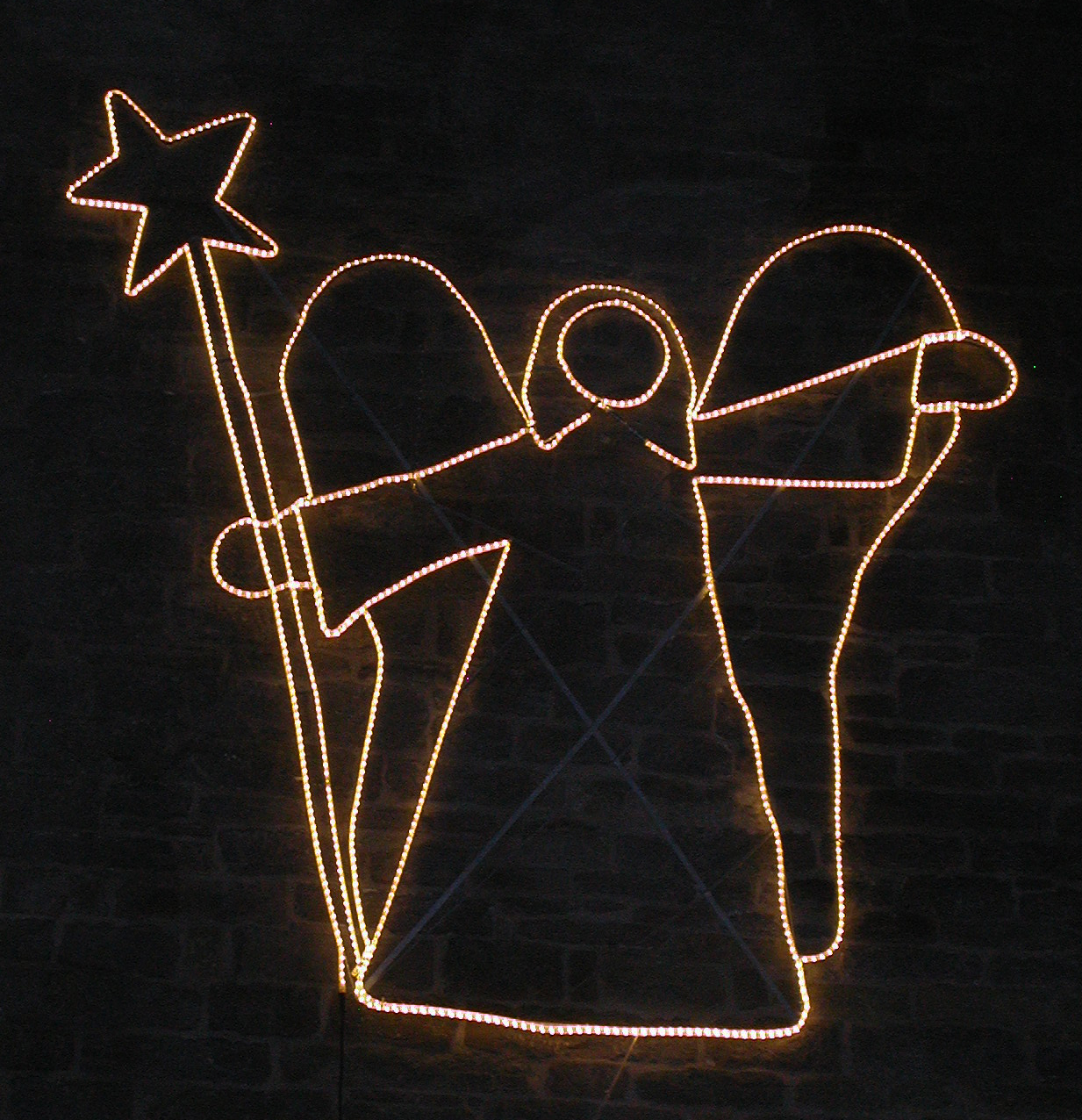
Der Engel von Engelskirchen bei Nacht

Erstes Deutsches Engel-Museum Engelskirchen ist der Name für das am 20. November 2015 in Engelskirchen  im Oberbergischen Kreis eröffnete Engel-Museum. Es besteht aus einer Sammlung von rund 15.000 Engeln.

## Geschichte
Der Sammler Johann Fischer aus Engeldorf in der Gemeinde Kürten hatte seit 1985 eine Engelsammlung aus aller Welt zusammengetragen, die im Jahr 2002 mit 12.642 Exemplaren als Weltrekord in das Guinness-Buch der Rekorde eingetragen wurde. Im Jahr 2010 schenkte er diese Sammlung von inzwischen rund 15.000 Engeln dem eigens dazu gegründeten Engelverein e. V., der auch als Träger für die museale Ausstellung verantwortlich ist.

## Ausstellung
Die Alte Schlosserei der ehemaligen Baumwollfabrik Ermen & Engels beherbergt die Engelsammlung des Museums. Die Decke ist als blauer Himmel mit Wölkchen bemalt. Daran sind ca. 200 Engel befestigt, einige schweben an einer Schnur herab. An den Wänden hängen Gemälde und Bilder mit Engeln. Einzelne große Engel stehen frei auf der Erde oder in Regalen, kleinere Engel sind in Vitrinen untergebracht.

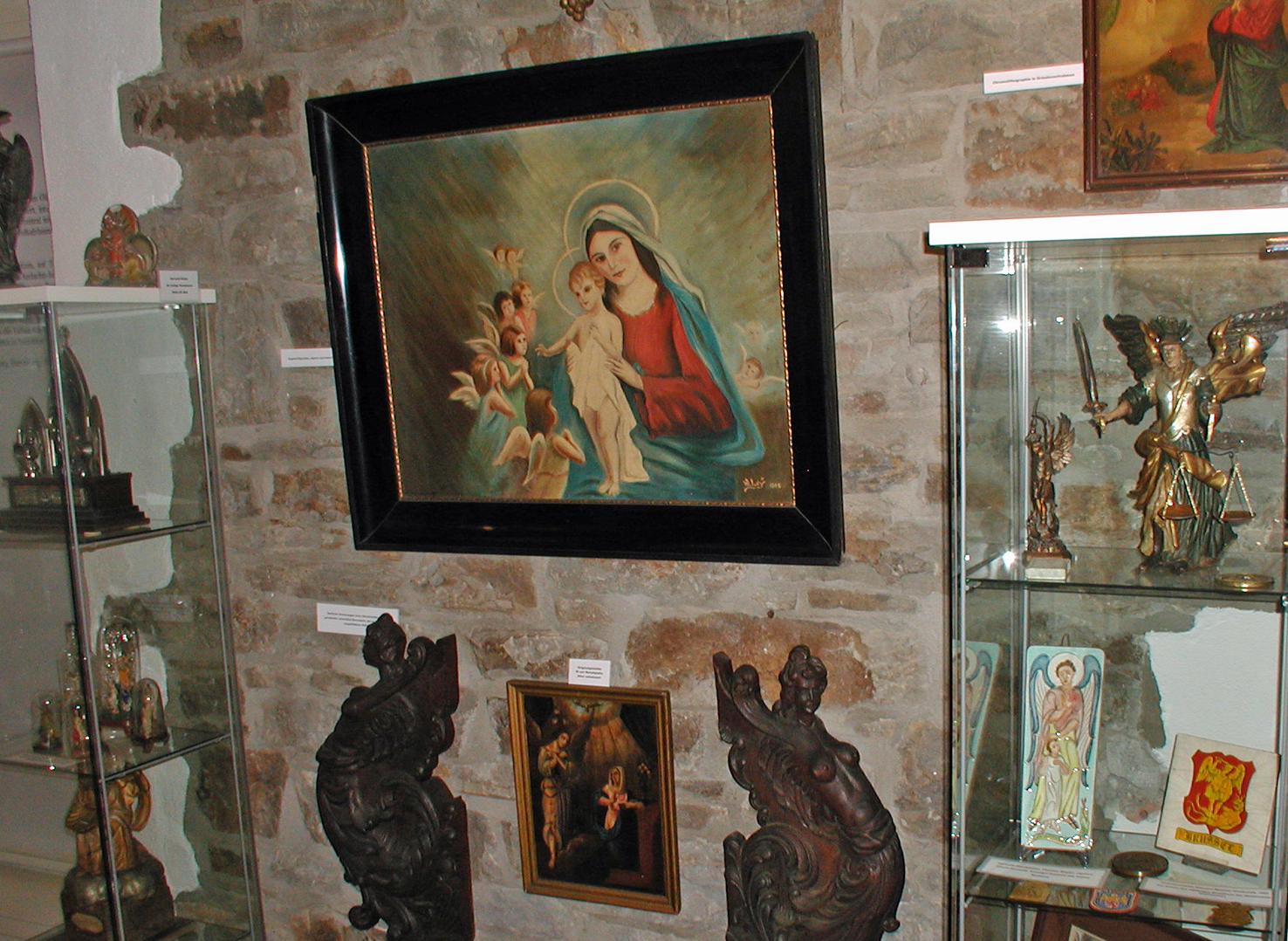
Engelwand
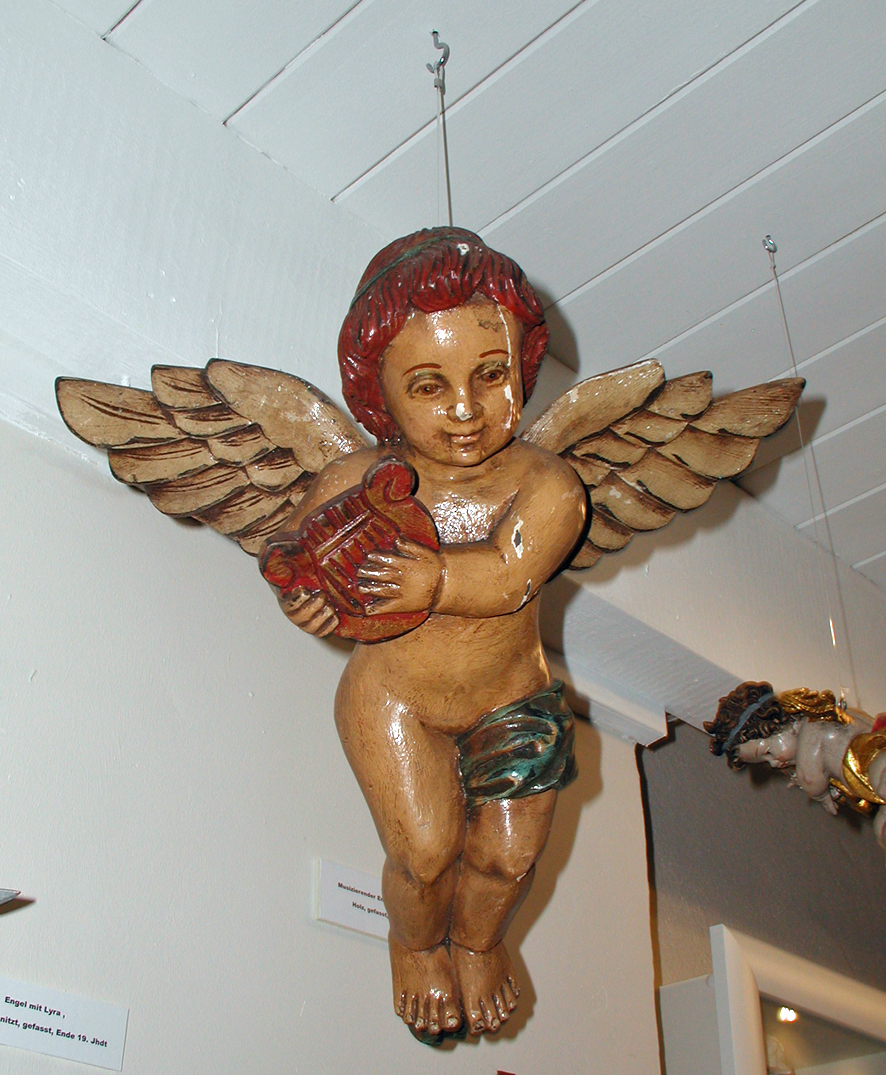
Engel hängt am Faden
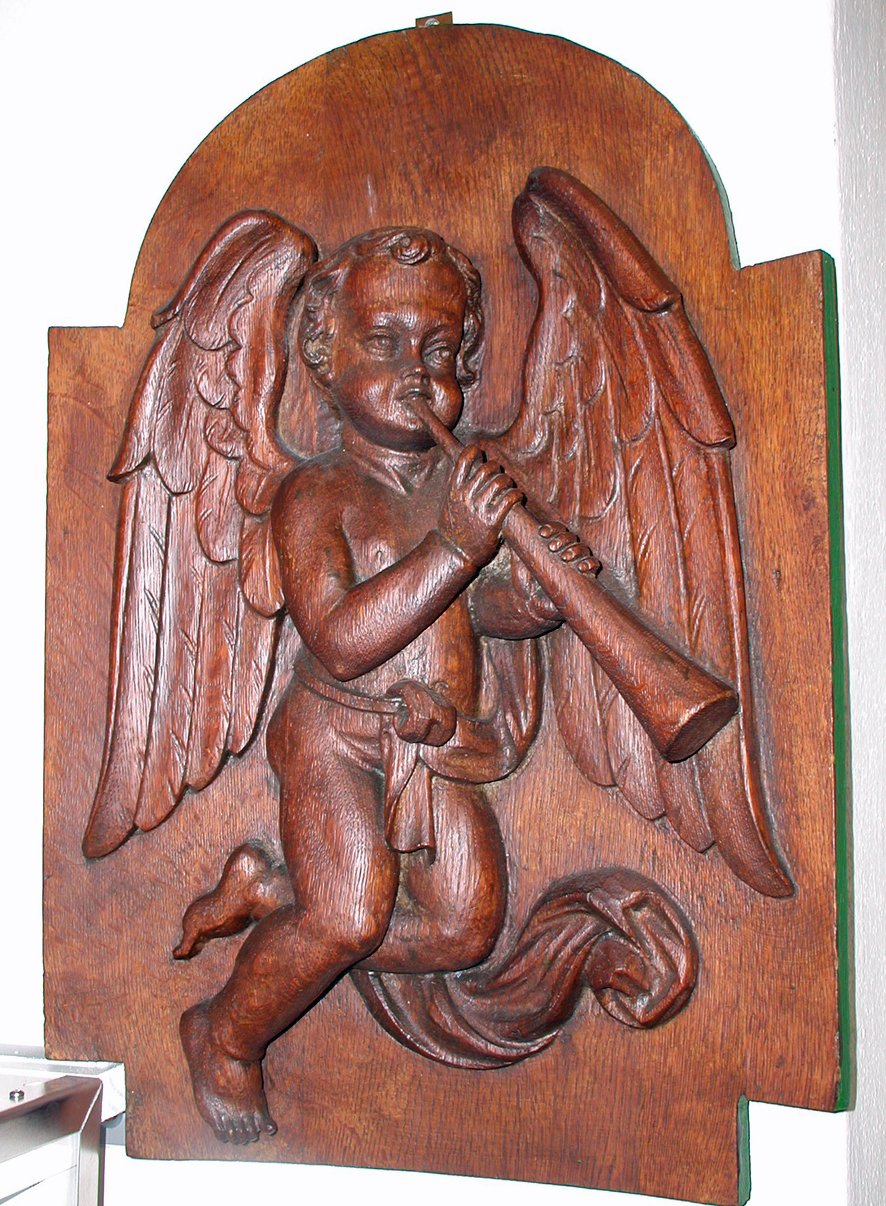
Trompetenengel
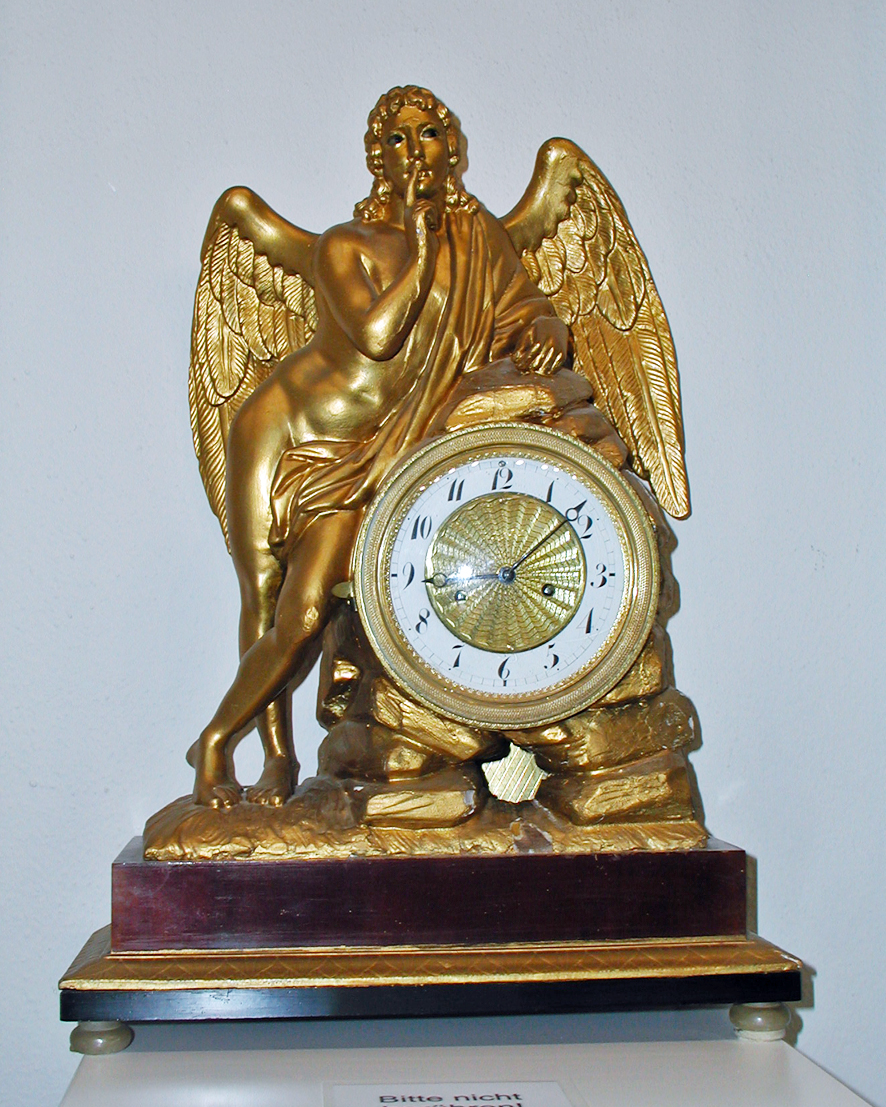
Engeluhr

### Themen
Die Ausstellung behandelt die Themen:
- Glaube, Religion, Volksfrömmigkeit

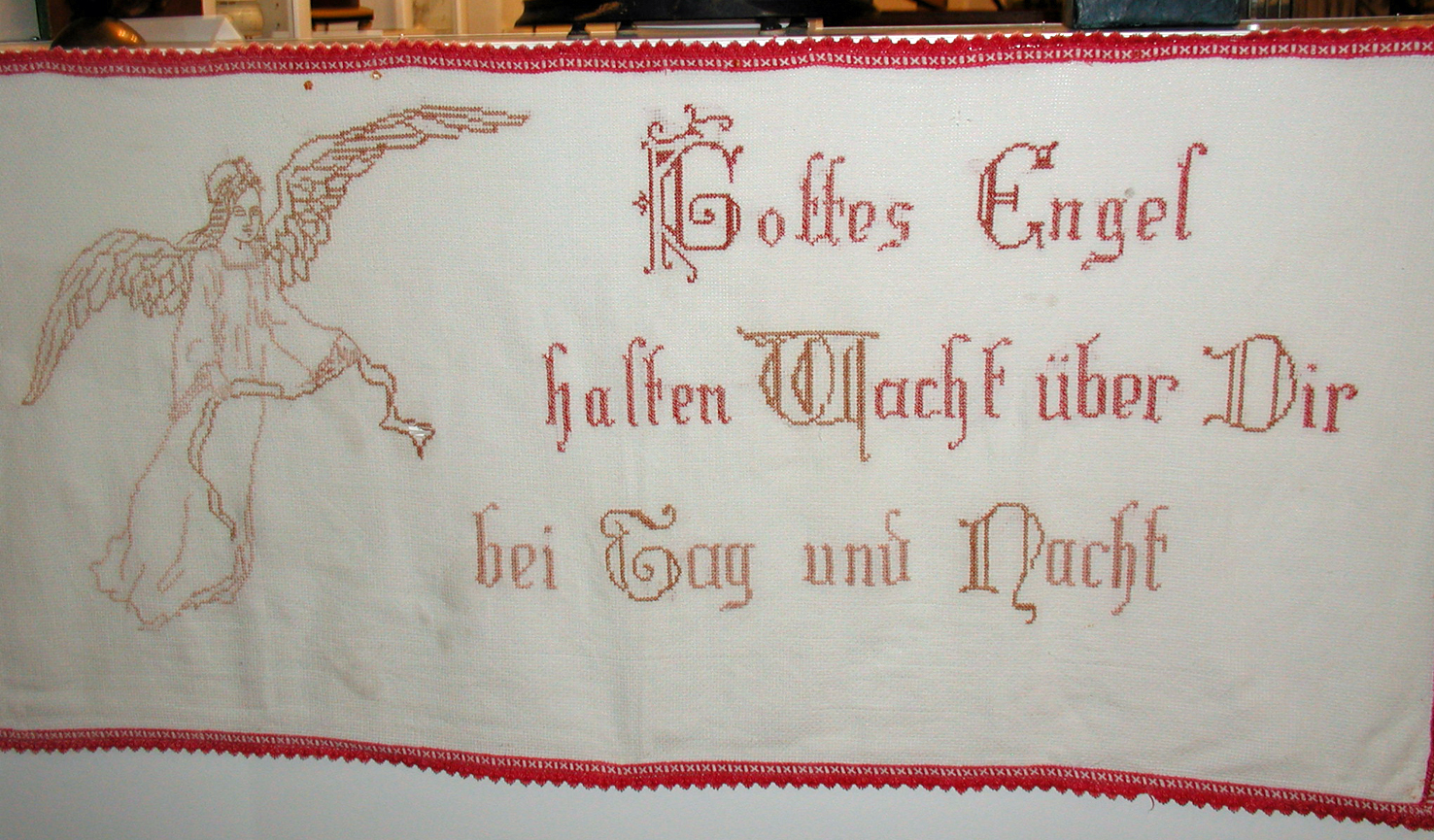
Stickmustertuch

- Schutzengel
- Grab- und Todesengel
- Raffaels Engel
- Engel in der Werbung
- Engel in der Weihnachtszeit
- Kitsch, Kunst und Kuriositäten[4]

### Einzelstücke
Ein nur 150 Gramm schwerer Engel aus Bronze, den Fischer in Israel erworben hatte, soll etwa 3000 Jahre alt sein. Zwei Crottendorfer Lichterengel sind eingehüllt in weiße Kaninchenfellmäntel, sie sind rund 100 Jahre alt.